# Conservatorio Nacional de Música (República Dominicana)
El Conservatorio Nacional de Música (CNM) es una institución pública de educación superior especializada en la enseñanza de la música en la República Dominicana fundado el 12 de febrero de 1942.
En el Conservatorio Nacional de Música se han formado músicos de la República Dominicana, incluyendo instrumentistas y compositores. Actualmente, cuenta con un cuerpo docente compuesto por profesores dominicanos y extranjeros, que participan tanto en la enseñanza como en actividades culturales.

## Historia
El Conservatorio Nacional de Música (CNM) fue fundado el 12 de febrero de 1942 mediante la Ordenanza No. 59942, como una institución de enseñanza superior dedicada a la formación musical en la República Dominicana. Su establecimiento marcó un hito en el desarrollo de la educación musical del país, consolidando un espacio académico para la instrucción formal en diversas disciplinas musicales. El primer director del CNM fue Edward Fendler, director de orquesta e investigador de origen alemán, quien sentó las bases pedagógicas y organizativas de la institución.
A lo largo de su historia, el CNM ha estado bajo la dirección de destacados músicos dominicanos, incluyendo a Juan Francisco García, Manuel Simó, Manuel Rueda, Manuel Marino Miniño, Licinio Mancebo, Margarita Luna, Frank Hernández, Floralba Del Monte, José Enrique Espín, María Irene Blanco, Darwin Aquino, Jacqueline Huguet, Nadia Nicola y, actualmente, Paola González. Bellas Artes RD.
El Conservatorio ha desempeñado un papel importante en la formación de músicos en el país, ofreciendo programas en instrumentos sinfónicos, populares y folklóricos, así como en teoría musical, piano, guitarra y canto. También ha promovido la creación de diversas agrupaciones musicales estudiantiles, como la Orquesta Sinfónica Juan Pablo Duarte, el Coro del Conservatorio, la Banda de Jazz y el Ensamble de Percusión Folklórica, que han contribuido a la difusión de la música en distintos contextos culturales.
En conmemoración de su 83 aniversario en 2025, el CNM celebró la remodelación de su edificio histórico, una iniciativa conjunta entre los ministerios de Cultura y Educación, con una inversión superior a los 108 millones de pesos. Esta renovación busca fortalecer la infraestructura educativa y continuar con la misión de formar profesionales de la música en la República Dominicana.